# Chad Coleman
Chad L. Coleman (Richmond, 6 settembre 1967) è un attore statunitense.

## Biografia
Chad Coleman è cresciuto in una casa adottiva a Richmond (Virginia). Da giovane praticava atletica leggera, ma rivolse la sua attenzione allo studio e alla recitazione dopo un infortunio alla gamba. Prima di diventare un attore, ha servito nell'esercito degli Stati Uniti tra il 1985 e il 1989 come video cameraman. È stato sposato con Sally Stewart dal 1999 fino al 2010.
È il cugino del culturista Ronnie Coleman.

## Filmografia

### Attore

#### Cinema
- New York Undercover Cop, regia di Tôru Murakawa (1993)
- Saturn, regia di Rob Schmidt (1999)
- The Gilded Six Bits, regia di Booker T. Mattison (2001)
- Revolution #9, regia di Tim McCann (2001)
- The End of The Bar, regia di Randy T. Dinzler (2002)
- Brother to Brother, regia di Rodney Evans (2004)
- Carlito's Way - Scalata al potere (Carlito's Way: Rise to Power), regia di Michael Bregman (2005)
- Wifey, regia di Reginald Hudlin (2007)
- The Green Hornet, regia di Michel Gondry (2011)
- Come ammazzare il capo... e vivere felici (Horrible Bosses), regia di Seth Gordon (2011)
- Life, Love, Soul,, regia di Noel Calloway (2012)
- Copshop - Scontro a fuoco (Copshop), regia di Joe Carnahan (2021)
- The Angry Black Girl and Her Monster, regia di Bomani J. Story (2023)

#### Televisione
- Here and Now – serie TV, episodio 1x09 (1992)
- Law & Order - I due volti della giustizia (Law & Order) – serie TV, episodi 4x11-6x06 (1994-1995)
- New York Undercover – serie TV, episodi 1x04-2x23 (1994-1996)
- Squadra emergenza (Third Watch) – serie TV, episodi 1x03-3x04 (1999-2001)
- Monday Night Mayhem, regia di Ernest R. Dickerson – film TV (2002)
- Law & Order - Unità vittime speciali (Law & Order: Special Victims Unit) – serie TV, episodi 4x13-16x08 (2003-2014)
- Sentieri (The Guiding Light) – serial TV, 1 puntata (2003)
- Hack – serie TV, episodi 2x05-2x09 (2003)
- The Wire – serie TV, 20 episodi (2004-2008)
- Numb3rs – serie TV, episodio 1x13 (2005)
- New Amsterdam – serie TV, episodio 1x02 (2008)
- Life on Mars – serie TV, episodio 1x05 (2008)
- Boldly Going Nowhere, regia di Wayne McClammy – film TV (2009)
- CSI: Miami – serie TV, episodio 7x14 (2009)
- Terminator: The Sarah Connor Chronicles – serie TV, episodi 2x18-2x19 (2009)
- The Forgotten – serie TV, episodio 1x03 (2009)
- In Plain Sight - Protezione testimoni (In Plain Sight) – serie TV, episodio 3x04 (2010)
- The Good Wife – serie TV, episodio 2x09 (2010)
- Lie to Me – serie TV, episodio 3x05 (2010)
- C'è sempre il sole a Philadelphia (It's Always Sunny in Philadelphia) – serie TV, 4 episodi (2010-2017)
- I Hate My Teenage Daughter – serie TV, 13 episodi (2011-2013)
- Criminal Minds – serie TV, episodio 7x20 (2012)
- Burn Notice - Duro a morire (Burn Notice) – serie TV, episodio 6x10 (2012)
- The Walking Dead – serie TV, 22 episodi (2012-2015)
- Cult – serie TV, episodio 1x09 (2013)
- The Expanse – serie TV, 50 episodi (2015-2022)
- Radici (Roots) – miniserie TV, episodio 1x03 (2016)
- Arrow – serie TV, 4 episodi (2016)
- The Goldbergs – serie TV, episodio 4x14 (2017)
- The Orville – serie TV, 5 episodi (2017)
- Superman & Lois – serie TV, 10 episodi (2023)

### Doppiatore
- Left 4 Dead 2 – videogioco (2009)
- I Griffin (Family Guy) – serie animata, episodi 12x03-14x12 (2013-2016)
- Invincible – serie animata, 1 episodio (2021)

## Doppiatori italiani
Nelle versioni in italiano delle opere in cui ha recitato, Chad Coleman è stato doppiato da:
- Roberto Draghetti in Lie to Me, Burn Notice - Duro a morire, Law & Order - Unità vittime speciali
- Fabio Boccanera in The Walking Dead, Radici
- Stefano Mondini in The Wire, The Expanse
- Alessandro Budroni in The Goldbergs, The Orville
- Ermanno Ribaudo in The Good Wife
- Alberto Angrisano in Criminal Minds
- Massimo Bitossi in CSI: Miami
- Dario Oppido in All American
- Luca Ward in Arrow
- Roberto Certomà in Numb3rs
- Simone Mori in Copshop - Scontro a fuoco
- Luca Ghignone in Girls5eva